# Hundsdorf (Gemeinde Gurk)
Hundsdorf ist eine Ortschaft in der Gemeinde Gurk im Bezirk Sankt Veit an der Glan in Kärnten (Österreich). Die Ortschaft hat 23 Einwohner (Stand 1. Jänner 2024).

## Lage

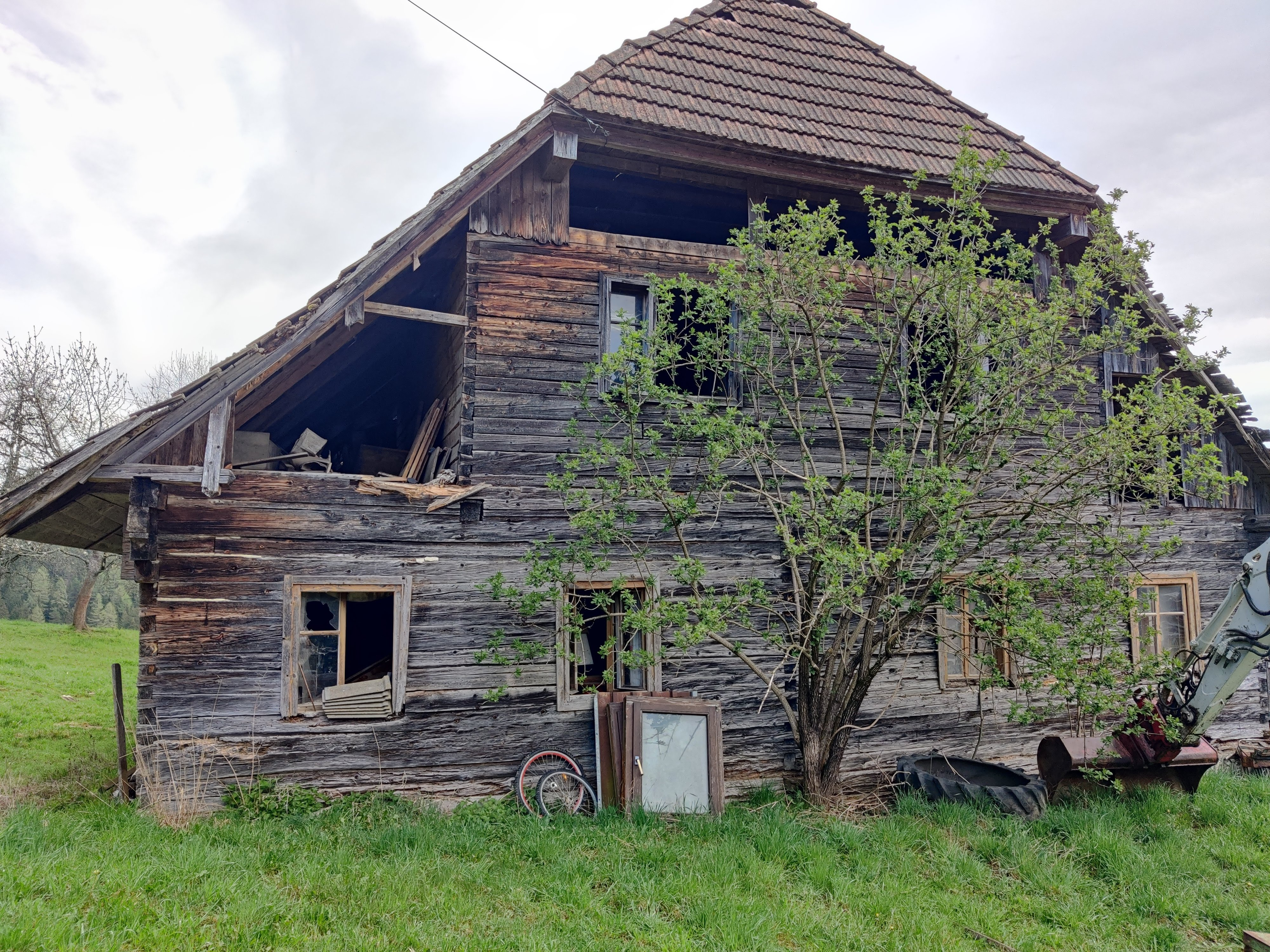
Verfallendes Holzhaus bei vulgo Nickl

Die Ortschaft liegt am Südwestrand der Gemeinde Gurk, etwa 5 km westsüdwestlich des Pfarrorts Pisweg, auf dem Gebiet der Katastralgemeinde Gruska. Die vier Höfe liegen über etwas mehr als 1 km Luftlinie hinweg verstreut sonnseitig in den Wimitzer Bergen auf etwa 930 bis 990 m Seehöhe. Von Norden nach Süden werden folgende Hofnamen geführt: Albererkeusche (Nr. 1), Nicklhube (auch Nikel oder Kappitzhube, Nr. 4), Schmölzer (Nr. 3 und 3a) und Gasser (Nr. 2). 

## Geschichte

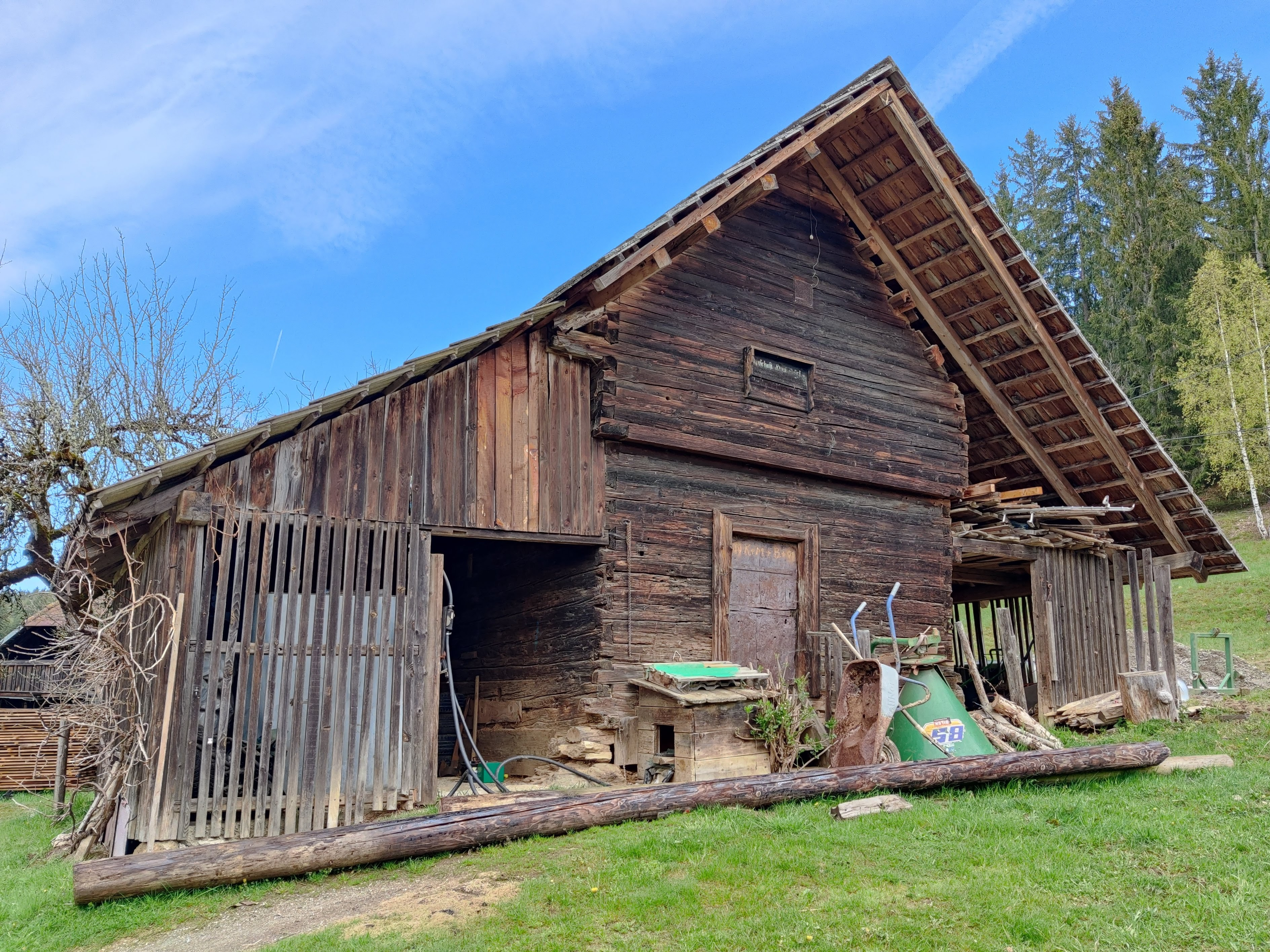
Umgebauter hölzerner Getreidekasten mit Eisentüre, beim vulgo Nickl

Auf dem Gebiet der Steuergemeinde Gruska gelegen, gehörte Hundsdorf in der ersten Hälfte des 19. Jahrhunderts zum Steuerbezirk Kraig und Nußberg. Bei Gründung der Ortsgemeinden im Zuge der Verwaltungsreformen Mitte des 19. Jahrhunderts kam Hundsdorf an die Gemeinde Pisweg. 

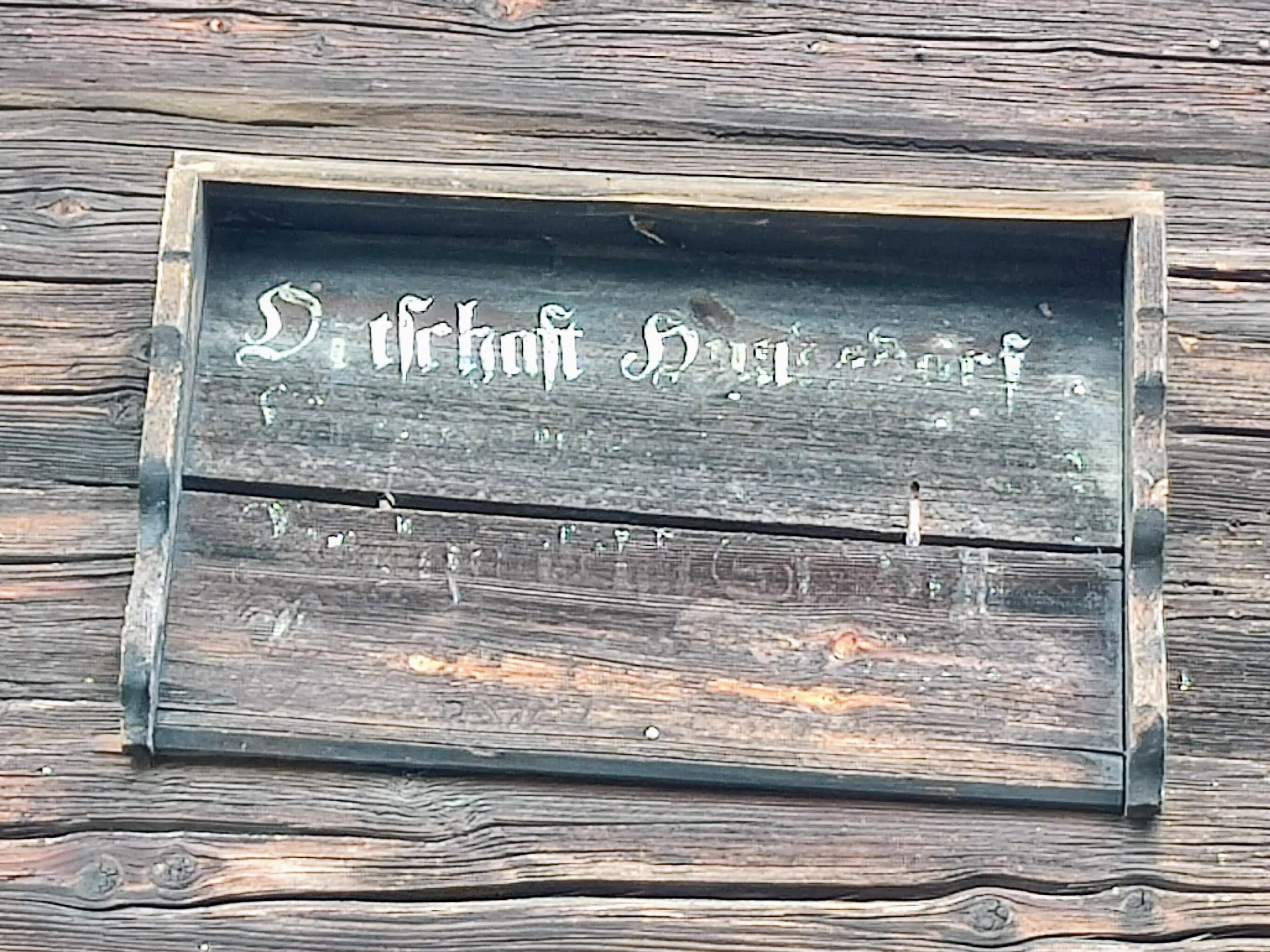
Ortschaftstafel Hundsdorf

Am 3. Dezember 1895 brannte die Schmölzerkeusche bis auf die Grundmauern ab. Am 9. Dezember 1913 wurde Roman Wernig, Besitzer der Nicklhube in Hundsdorf, zum Bürgermeister der Gemeinde Pisweg gewählt. Am 24. März 1927 brannte die Scheune der Nicklhube ab. Am 23. Juli 1928 brannte nach einem Blitzschlag die Scheune der Gasserhube ab.
Seit der Gemeindestrukturreform 1972 gehört der Ort zur Gemeinde Gurk.

## Bevölkerungsentwicklung
Für die Ortschaft ermittelte man folgende Einwohnerzahlen:
- 1869: 5 Häuser, 48 Einwohner[6]
- 1880: 5 Häuser, 38 Einwohner[7]
- 1890: 6 Häuser, 40 Einwohner[8]
- 1900: 4 Häuser, 41 Einwohner[9]
- 1910: 5 Häuser, 38 Einwohner[10]
- 1923: 4 Häuser, 37 Einwohner[11]
- 1934: 36 Einwohner[12]
- 1961: 4 Häuser, 33 Einwohner[13]
- 2001: 5 Gebäude (davon 4 mit Hauptwohnsitz) mit 5 Wohnungen; 17 Einwohner und 0 Nebenwohnsitzfälle; 4 Haushalte; 0 Arbeitsstätten, 4 land- und forstwirtschaftliche Betriebe[14]
- 2011: 5 Gebäude, 21 Einwohner, 5 Haushalte, 0 Arbeitsstätten[15]
- 2021: 6 Gebäude, 24 Einwohner, 7 Haushalte, 5 Arbeitsstätten[16]